# Moussa Diaby
Moussa Diaby, född 7 juli 1999, är en fransk fotbollsspelare som spelar för Al-Ittihad. Han representerar även Frankrikes landslag.

## Klubbkarriär
Den 14 juni 2019 värvades Diaby av Bayer Leverkusen, där han skrev på ett femårskontrakt.
Den 22 juli 2023 värvades Diaby av Aston Villa.
Den 24 juli 2024 värvades Diaby av saudiska Al-Ittihad.

## Landslagskarriär
Diaby debuterade för Frankrikes landslag den 1 september 2021 i en 1–1-match mot Bosnien och Hercegovina, där han blev inbytt i den 90:e minuten mot Kylian Mbappé.